# Relations entre la Libye et l'Union européenne
Les relations entre la Libye et l’Union européenne font suite au soulèvement de février 2011 ayant entraîné la chute du régime de Mouammar Kadhafi. L'Union européenne, conformément à la résolution 1970 (2011) du Conseil de sécurité, a adopté des sanctions financières contre le régime libyen et a interrompu la livraison d'armes.  
Un bureau de l’Union a été ouvert à Benghazi en mai 2011 et un autre à Tripoli en août de la même année.

## Historique

### Opérations de l'UE en Libye
Depuis la fin du régime de Mouammar Kadhafi, l'Union européenne mène plusieurs opérations sur le territoire libyen ou en Méditerranée, afin notamment d'appuyer le gouvernement du pays dans ses luttes contre les réseaux terroristes, de passeurs de migrants et de trafiquants d'êtres humains, de contrebande de pétrole ou encore pour stabiliser le pays :
- l'opération de soutien humanitaire pour la Libye (EUFOR Libye) en 2011
- la mission d'assistance de l'Union européenne pour une gestion intégrée des frontières en Libye (EUBAM Libye) depuis 2013
- l'opération pour refouler les migrants tentant de traverser la Méditerranée centrale (EUNAVFOR MED opération Sophia) de 2015 à 2020
- l'opération pour faire respecter l'embargo sur les armes imposé à la Libye (EUNAVFOR MED opération Irini) depuis 2020

## Sources

## Compléments